# Chrysopa fornicata
Chrysopa fornicata är en insektsart som beskrevs av X.-k. Yang och C.-k. Yang 1990. Chrysopa fornicata ingår i släktet Chrysopa och familjen guldögonsländor. Inga underarter finns listade i Catalogue of Life.